# Rosolo
Rosolo is een Nederlandse dameskorfbalvereniging uit Reusel. De club is meerdere malen Nederlands kampioen dameskorfbal geworden.

## Geschiedenis
De club is opgericht op 15 januari 1950. De clubnaam Rosolo komt van de oude naam van de stad Reusel.

## Erelijst
- Nederlands kampioen veldkorfbal, 9x (1987, 1988, 1989, 1991, 1992, 1993, 1994, 2013, 2023, 2024)
- Nederlands kampioen zaalkorfbal, 9x (1987, 1989, 1990, 1991, 1992, 1993, 1994, 2019, 2022)
- Nederlands Bekerkampioen, 7x (1988, 1990, 1991, 1992, 1993, 1994, 2018)